# 1969-es Roland Garros
Az 1969-es Roland Garros az év második Grand Slam-tornája, amelyet május 26–június 8 között rendeztek Párizsban, és amely a Roland Garros 68. kiadása volt. Férfiaknál az ausztrál Rod Laver, nőknél a szintén ausztrál Margaret Court nyert.

## Döntők

### Férfi egyes
Rod Laver -  Ken Rosewall 6-4, 6-3, 6-4

### Női egyes
Margaret Court -  Ann Haydon-Jones 6-1, 4-6, 6-3

### Férfi páros
John Newcombe /  Tony Roche -  Roy Emerson /  Rod Laver 4-6, 6-1, 3-6, 6-4, 6-4

### Női páros
Françoise Durr /  Ann Haydon Jones -  Margaret Court /  Nancy Richey Gunter 6-0, 4-6, 7-5

### Vegyes páros
Margaret Court /  Marty Riessen -  Françoise Durr /   Jean Claude Barclay 6-3, 6-2